# Dylhan Roche
Dylhan Roche (...) è un giocatore di football americano francese che gioca come defensive lineman per i Molosses d'Asnières.